# Dorel Industries
Dorel Industries Inc. er en canadisk møbelvirksomhed, der er baseret i Montreal, Quebec. De designer og producerer produkter til børn, desuden producerer de møbler til hjem og arbejdsplads. Dorel solgte sin sportsdivision i 2022. Virksomheden blev etableret i 1987 ved en fusion mellem Dorel Co. Ltd. og Ridgewood Industries. Dorel har ca. 10.000 ansatte, og deres produkter sælges i over 100 lande.
Dorel Juvenile producerer bilsæder, klapvogne, høje stole, badetilbehør, osv. Dorel Home producerer kontormøbler, skabe, sofaer, senge, madresser, borde og stole.